# Frogger: Ancient Shadow
Frogger: Ancient Shadow är ett plattforms datorspel som utvecklats av Hudson Soft och släpptes 2005 av Konami som en uppföljare till Frogger's Adventures: The Rescue.